# Steffen Wendzel
Steffen Wendzel (* 1984 in Aschersleben) ist ein deutscher Wissenschaftler und Autor von Fachbüchern. Seine Arbeiten erscheinen zu den Themen Netzwerke, IT-Sicherheit und Betriebssysteme.

## Wissenschaftliche Laufbahn
Steffen Wendzel ist Professor an der Universität Ulm, an der er das Institut für Organisation und Management von Informationssystemen (OMI) und das Kommunikations- und Informationszentrum (kiz) leitet.
Zuvor war er Professor für IT-Sicherheit und Netzwerke an der Hochschule Worms. An der Hochschule Worms leitete er das Zentrum für Technologie und Transfer (ZTT). Wendzel wurde nach seiner Habilitation die Lehrbefugnis für das Fach Informatik verliehen. Er lehrt seitdem als Privatdozent an der FernUniversität in Hagen.

## Fachautorenschaft
Erstmals 2007 und zuletzt 2012 erschien sein Buch Linux in einer Gratisversion im Internet. Das 2005 erschienene Buch Praxisbuch Netzwerksicherheit ist ebenfalls als freier Download verfügbar.

## Fachbücher
- 2004: Einstieg in Linux, Galileo Press (S. Wendzel, J. Plötner). ISBN 3-89842-481-2
- 2005: Praxisbuch Netzwerksicherheit, Galileo Press (J. Plötner, S. Wendzel). ISBN 3-89842-571-1
- 2006: Linux. Das distributionsunabhängige Handbuch, Galileo Press (J. Plötner, S. Wendzel). ISBN 3-89842-677-7
- 2007: Linux Openbook, Galileo Press (J. Plötner, S. Wendzel).
- 2012: Tunnel und verdeckte Kanäle im Netz, Springer-Vieweg (S. Wendzel). ISBN 978-3-8348-1640-5
- 2016: Information Hiding in Communication Networks: Fundamentals, Mechanisms, and Applications, WILEY-IEEE (W. Mazurczyk, S. Wendzel, S. Zander, A. Houmansadr, K. Szczypiorski). ISBN 978-1-118-86169-1
- 2018: IT-Sicherheit für TCP/IP- und IoT-Netzwerke: Grundlagen, Konzepte, Protokolle, Härtung, Springer Fachmedien Wiesbaden (S. Wendzel). ISBN 978-3-658-22603-9
- 2022: Linux. Der Grundkurs, Rheinwerk Verlag (S. Wendzel, J. Plötner). ISBN 978-3-8362-8543-8